# Amàlia de Borbó i de Borbó
Amàlia de Borbó i de Borbó   (Madrid, 12 d'octubre de 1834 - Múnic, 27 d'agost de 1905) va ser una infanta d'Espanya i princesa de Baviera pel seu matrimoni amb Adalbert de Baviera.

## Primers anys
Nascuda a Madrid el 12 d'octubre de 1834, era filla dels infants Francesc de Paula de Borbó i Lluïsa Carlota de Borbó. Va ser cosina i cunyada de la reina Isabel II, així com tia del rei Alfons XII. El mateix dia del naixement va ser batejada, tenint com a padrins a Lluís Felip I, rei dels francesos, i Maria Amèlia de Borbó-Dues Sicílies, i fou creada dama de la l'Orde de Dames Nobles de la Reina Maria Lluïsa.
Va ostentar el títol d'infanta d'Espanya des del seu naixement arran del decret que el seu difunt oncle, Ferran VII, havia promulgat el 28 de novembre de 1823. Durant la seva infància i joventut va residir al Palau Reial de Madrid, sota la protecció de la reina. Juntament amb la infanta Maria Cristina, va ser una de les infantes que va romandre durant anys soltera.

## Matrimoni
El 1856, quan va acordar-se el seu matrimoni amb Adalbert de Baviera, germà del rei Maximilià II de Baviera. Va ser un dels darrers matrimonis per correspondència que es van fer a la família reial espanyola. El contracte matrimonial es va formalitzar l'11 de juny. Amb l'arribada del príncep bavarès a Madrid, el dia 24 van formalitzar-se les capitulacions matrimonials, i el desposori va celebrar-se l'endemà. Van ser-ne padrins els reis d'Espanya, Isabel II i Francesc d'Assís de Borbó.

## Trasllat a Munic
Va traslladar-se fins a Munic i va instal·lar-se amb el seu espòs al Palau de la Residenz, on va continua residint després d'enviudar el 21 de setembre de 1875. El matrimoni va ser feliç i estimat pels seus parents. Amàlia i Adalbert van tenir sis fills: Lluís Ferran, Alfons, Isabel, Elvira i Clara. Al llarg dels anys va rebre visites com la d'Alfons XII, que va estar-hi el 1871 aprenent alemany, o els antics reis Isabel II i Francesc d'Assís el 1876. A més, Amàlia va estimar i visitar amb freqüència Espanya, on de fet va néixer el seu primer fill, malgrat que deixà de fer-ho a partir de la Revolució de 1868.

## Mort
Va morir el 27 d'agost de 1905 al Palau de Nymphenburg de Munic, a causa d'una aturada cardíaca. El seu cadàver va ser exposat a la capella del Palau Residenz de la capital bavaresa i, després, va ser enterrada al panteó reial de l'església de Sant Miquel de Munic, al costat del seu espòs, davant la nombrosa concurrència de la població.